# أحمد فتحي المصري
أحمد فتحي المصري(مواليد دمشق 1932) دبلوماسي سوري. شغل منصب مندوب سوريا الدائم لدى الأمم المتحدة بين سنتي 1988 و1990.

## مناصبه[2]
- درس المحاماة في جامعة دمشق وعمل في المهنة بين 1954-1957
- عُين كمفتش مالي في وزارة المالية بين 1957-1958
- اشتغل بوزارة الخارجية للجمهورية العربية المتحدة منذ 1958 حتى 1960
- أصبح قنصل للسفارة السورية في بغداد بين 1960-1962
- أصبح نائب مدير الدائرة الثقافية في وزارة الخارجية بدمشق بين 1962-1965
- أصبح قائماً بالأعمال السورية في قبرص بين 1965-1967
- اشتغل في إدارة أوروبا الغربية بوزارة الخارجية من عام1967 إلى عام 1969.
- بدأ العمل في الأمم المتحدة كمستشار ونائب للمندوب الدائم بين 1969-1975.
- شغل منصب المدير العام لإدارة المنظمات والمؤتمرات الدولية في حكومته من عام 1983 إلى عام 1987.
- عُين بمنصب المندوب الدائم لسوريا لدى الأمم المتحدة بين 1988-1990